# Münchner Umland

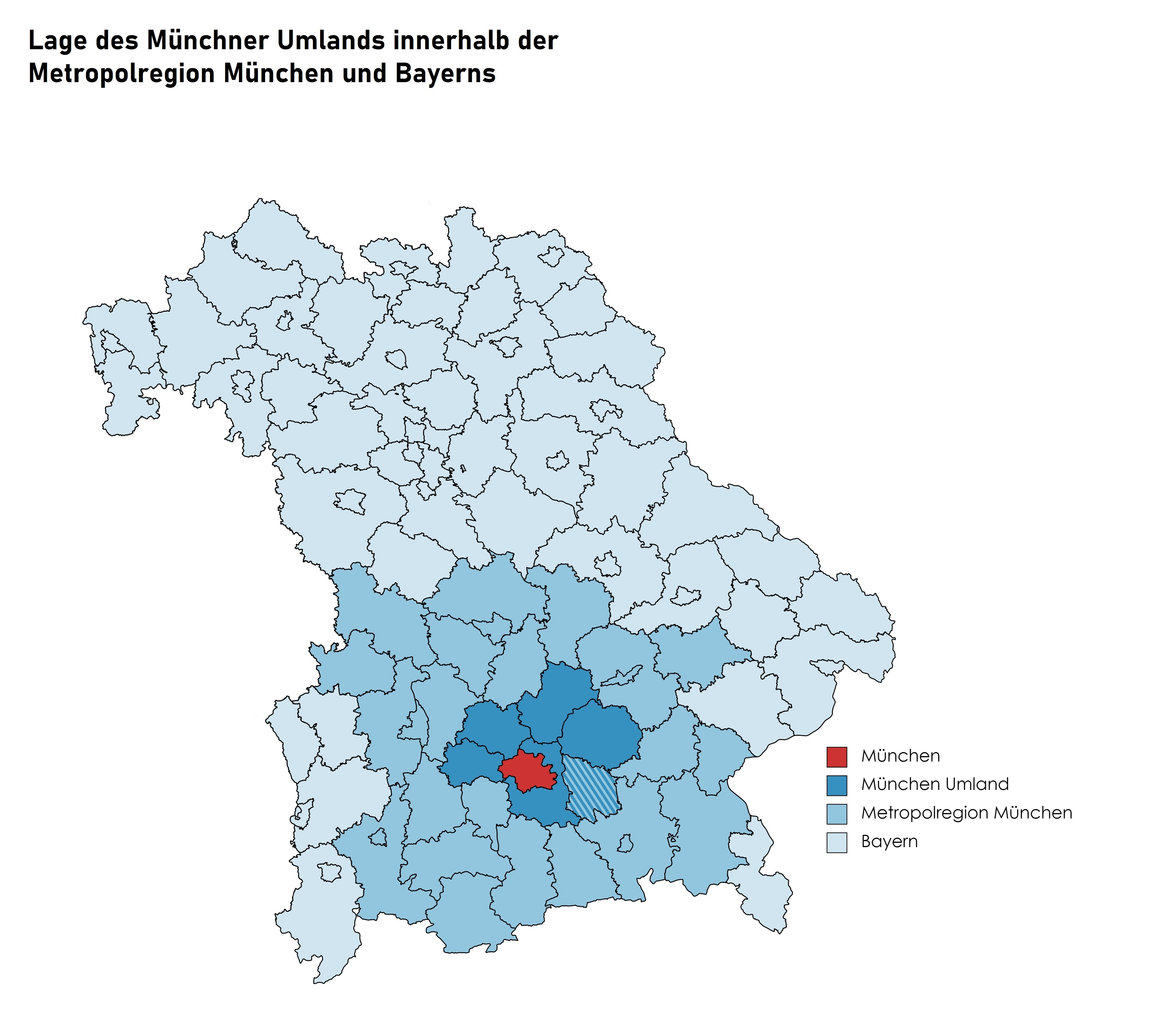
Dunkelblau gekennzeichnet sowie schraffiert für Landkreis Ebersberg

Zum Münchner Umland bzw. zum Umland der bayerischen Landeshauptstadt München zählen im Uhrzeigersinn die fünf bzw. sechs Landkreise Freising im Norden, Erding im Nordosten, Ebersberg im Osten (siehe zu diesem Landkreis nachfolgende Anmerkungen), München im Süden als die Landeshauptstadt umschließender Halbkreis, Fürstenfeldbruck im Westen und Dachau im Nordwesten.
„Münchner Umland“ ist zudem eine innerhalb Bayerns landespolitisch geförderte Kennzeichnung der oben genannten Kommunen als Tourismusregion, die u. a. mit eigener Webpräsenz beworben wird. Eine solche Kennzeichnung einzelner oder mehrerer Kommunen als Tourismusregion wird im Rahmen des Landesentwicklungsprogramms Bayern (LEP) seit 2006 vom Bayerischen Landesamt für Statistik auf der Karte „Tourismusregionen* in Bayern“ vorgenommen – allerdings wird hierin (Stand: 2020; siehe auch Navigationsleiste ganz unten) der Landkreis Ebersberg noch immer als eigenständige Tourismusregion „Ebersberger Grünes Land“ angeführt.